# Landkreis Coburg
Landkreis Coburg ligger i den nordvestlige del af Regierungsbezirk Oberfranken i den tyske delstat Bayern. Nabokreise er mod nord Landkreisene  Hildburghausen og Sonneberg i Thüringen, mod øst  der Landkreis Kronach, mod syd landkreisene Lichtenfels og Bamberg og mod vest Landkreis Haßberge. Administrationsby er den kreisfri by Coburg.

## Geografi
Den nordvestlige del af kreisområdet udgøres af en flad højslette i 300–500 meters højde, der overvejende er landbrugsland. Den nordlige del udgør forlandet til Thüringer Wald, og har tydelig karakter af Mittelgebirge, beklædt med løvskove. Mellem disse landskaber ligger kalkbjergene Langen Berge, hvis magre grund er beklædt med nåletræer. I Langen Bergen ligger  Naturschutzgebiet Lauterberg. Senningshöhe ved Mirsdorf er med 523 moh. det højeste punkt i landkreisen. I Syd ligger det til fränkiske Keuper-Lias-Land hørende Itz-Hügelland i 250–300 meters højde.

## Seværdigheder
- Schloss Ahorn, Ahorn
- Schloss Hohenstein
- Schloss Rosenau (Coburg), Rödental
- Schloss Tambach, Tambach
- Wildpark Tambach, Tambach

## Byer og kommuner
Kreisen havde 86906  indbyggere pr.  2018-12-31

| Byer 1. Bad Rodach (6394) 2. Neustadt bei Coburg, (15257) 3. Rödental (13107) 4. Seßlach (3934) Verwaltungsgemeinschafte 1. Grub am Forst med kommunerne Grub am Forst og Niederfüllbach Kommunefrie områder (6,02 km²) 1. Callenberger Forst-West (2,32 km²) 2. Köllnholz (0,90 km²) Kommuner 1. Ahorn (4244) 2. Dörfles-Esbach (3591) 3. Ebersdorf bei Coburg (6017) 4. Großheirath (2679) 5. Grub am Forst (2816) 6. Itzgrund (2308) 7. Lautertal (4303) 8. Meeder (3682) 9. Niederfüllbach (1534) 10. Sonnefeld (4696) 11. Untersiemau (4148) 12. Weidhausen bei Coburg (3165) 13. Weitramsdorf (5031) |